# 나쁘지 않아
나쁘지 않아(영어: NOT 2 BAD)는 2010년 제6회 제천국제음악영화제 음악단편 초대전에서 상영된 단편 영화이다.

## 줄거리
배우를 꿈꾸며 사는 한 여자. 그리고 그녀를 스토킹하는 한 남자. 하지만 그녀는 그게 그리 싫지가 않다.

## 출연진
- 하현우

## 제작진
- 감독 : 이형준
- 제작 : 최예슬
- 각본 : 이형준
- 음악 : 국카스텐
- 촬영 : 이의행
- 편집 : 이형준